# William Cunnington
William Cunnington (1754 – 31. prosince 1810) byl anglický obchodník a vzdělanec-samouk, jehož předním zájmem byla archeologie. Významný byl jeho v dobovém kontextu výjimečný důraz na pečlivé vedení vykopávek, vedení dokumentace a metodický postup.
William Cunnington žil ve vsi Heytesbury v hrabství Wiltshire, a kolem roku 1798 začal v jejím okolí provádět své první vykopávky. Svoji archeologickou činnost financoval zprvu ze svých zdrojů, ale později získával prostředky od řady bohatých podporovatelů. Největším jeho podporovatelem a partnerem v oblasti archeologické činnosti se stal sir Richard Colt Hoare z panství Stourhead ve Wiltshire. Od roku 1804, kdy se oba muži seznámili, Hoare investoval velké prostředky do Cunningtonovy práce, sám se do ní zapojil a výsledky výzkumů posléze publikoval. Přísun prostředků tehdy umožnil Cunningtonovi prokopat několik set mohyl v jižním Wiltshire.
William Cunnington zemřel poslední den roku 1810, krátce po vydání Hoarova Starodávného Wiltshiru, shrnujícího jejich společnou archeologickou práci.